# Liste der Bodendenkmäler in Rettenbach (Oberpfalz)
Auf dieser Seite sind die Bodendenkmäler in der Oberpfälzer Gemeinde Rettenbach zusammengestellt. Diese Tabelle ist eine Teilliste der Liste der Bodendenkmäler in Bayern. Grundlage ist die Bayerische Denkmalliste, die auf Basis des Bayerischen Denkmalschutzgesetzes vom 1. Oktober 1973 erstmals erstellt wurde und seither durch das Bayerische Landesamt für Denkmalpflege geführt wird. Die folgenden Angaben ersetzen nicht die rechtsverbindliche Auskunft der Denkmalschutzbehörde.

## Bodendenkmäler der Gemeinde Rettenbach

### Bodendenkmäler in der Gemarkung Ebersroith
| Lage                  | Objekt | Akten-Nr.     | Bild |
| --------------------- | --- | ------------- | ---- |
| Ebersroith (Standort) | Archäologische Befunde des Mittelalters und der frühen Neuzeit im Bereich des abgegangenen Hofmarkschlosses sowie der Katholischen Filialkirche St. Nikolaus in Ebersroith, darunter die Spuren von Vorgängerbauten bzw. älterer Bauphasen. Siehe auch: St. Nikolaus (Ebersroith) | D-3-6940-0058 |      |
| Ebersroith (Standort) | Frühneuzeitliche Wüstung Holzmühle. | D-3-6940-0094 |      |

### Bodendenkmäler in der Gemarkung Falkenstein
| Lage                   | Objekt                           | Akten-Nr.     | Bild |
| ---------------------- | -------------------------------- | ------------- | ---- |
| Falkenstein (Standort) | Frühneuzeitliche Wüstung Pönhof. | D-3-6940-0101 |      |

### Bodendenkmäler in der Gemarkung Haag
| Lage            | Objekt | Akten-Nr.     | Bild |
| --------------- | --- | ------------- | ---- |
| Haag (Standort) | Archäologische Befunde des Mittelalters und der frühen Neuzeit im Bereich des abgegangenen Hofmarkschlosses von Haag. | D-3-6940-0040 |      |
| Haag (Standort) | Mittelalterlicher Erdstall.                                                                                           | D-3-6940-0041 |      |
| Haag (Standort) | Mittelalterliche Stollenanlage.                                                                                       | D-3-6940-0042 |      |
| Haag (Standort) | Künstlich gestalteter Hügel als Plattform für den abgegangenen Aussichtsturm Windsor Castle des 19. Jhs.              | D-3-6940-0044 |      |
| Haag (Standort) | Mittelalterlicher Burgstall.                                                                                          | D-3-6940-0066 |      |
| Haag (Standort) | Frühneuzeitliche Hofwüstung Zwinger.                                                                                  | D-3-6940-0096 |      |
| Haag (Standort) | Frühneuzeitliche Wüstung Schmalzmühle.                                                                                | D-3-6940-0098 |      |

### Bodendenkmäler in der Gemarkung Rettenbach
| Lage                  | Objekt | Akten-Nr.     | Bild |
| --------------------- | --- | ------------- | ---- |
| Rettenbach (Standort) | Archäologische Befunde des Mittelalters und der frühen Neuzeit im Bereich der Katholischen Pfarrkirche St. Laurentius in Rettenbach, darunter die Spuren von Vorgängerbauten bzw. älterer Bauphasen. Siehe auch: St. Laurentius (Rettenbach) | D-3-6940-0037 |      |
| Rettenbach (Standort) | Spätmittelalterlicher bzw. frühneuzeitlicher Vogelherd. | D-3-6940-0039 |      |
| Rettenbach (Standort) | Archäologische Befunde im Bereich des frühneuzeitlichen Adelssitzes Bergershof. | D-3-6940-0059 |      |